# انئو
انئو (به ژاپنی: 延応 En'ō)؛ نام یک عصر تاریخی ژاپنی بود. این عصر بعد از ریاکونین و قبل از نینجی قرار داشت و فوریه ۱۲۳۹ تا ژوئیه ۱۲۴۰ میلادی به طول انجامید. در طی این عصر امپراتور شیجو، امپراتور ژاپن بود.